# آنا أكتون
آنا أكتون (بالإنجليزية: Anna Acton)‏ هي ممثلة بريطانية، ولدت في 1979 في مارلو ‏ في المملكة المتحدة.

## وصلات خارجية
- آنا أكتون على موقع IMDb (الإنجليزية)
- آنا أكتون على موقع قاعدة بيانات الفيلم (الإنجليزية)